# Coleophora deserticola
Coleophora deserticola é uma espécie de mariposa do gênero Coleophora pertencente à família Coleophoridae.